# Q的游戏
Q的游戏（英文：Hide and Q）是美国科幻电视剧星际旅行：下一代的第一季第十集。在这一集中，联邦星舰进取号在G6星系将迪安娜·特洛伊送回了家乡，而后接到了前往一个传出紧急医疗求救信号的星际联邦殖民地Sigma星系的任务，但在飞往这个星系的途中，却又一次遇到了Q。Q为了了解人类，赋予了大副威廉·赖克同Q一样神一般的能力，赖克起初内心十分依赖这种能力，但随后让-吕克·皮卡尔认清了这一切都是Q的把戏，才是赖克摆脱这种依赖，也让皮卡尔赢得了与Q的赌局，让Q以后再也不来打扰人类。